# 遼寧省
遼寧省（りょうねいしょう、 リャオニンしょう 簡体字中国語: 辽宁省、拼音: Liáoníng Shěng、英語: Liaoning）は、中華人民共和国東北部に位置する省。省都は瀋陽、他の主要都市として大連がある。旧称は盛京省、後に奉天省。

## 地理
北東部を吉林省、北部を内モンゴル自治区、西部を河北省と接す。また南西部は遼東半島を境に海域が分かれる黄海と渤海に面し、南東部は朝鮮民主主義人民共和国（北朝鮮）と接する。

## 民族
遼寧省には満洲族、モンゴル族、回族、朝鮮族、シベ族など43の民族が住み、少数民族人口は655万人、全省の16%を占める。1950年代に阜新モンゴル族自治県と喀左モンゴル族自治県が成立し、改革開放後には新賓、清原、岫岩、本渓、桓仁、寛甸の6満洲族自治県、35少数民族鎮、105民族郷（民族連合自治郷）が創設された。

## 歴史

### 近代以前
有史以前には紅山文化などの遼河文明がみられる。戦国時代に燕の勢力が遼河流域に伸び、漢代に遼東郡が設置されたが、その後の中国の混乱により、鮮卑や高句麗、契丹、女真など異民族が支配する地となって長い時間高句麗の支配下にあった。満洲人が興起して清朝を樹立、全中国を支配した。北京遷都前の都であった盛京は奉天府と改称されて副都として扱われた。満洲の地方行政は中国内地のような省制度によらず、駐防八旗の将軍たち（盛京将軍、吉林将軍、黒龍江将軍）によることとなった。現在の遼寧省一帯の行政は、当初は遼東に置かれた駐防将軍である遼東将軍が管轄したが、奉天に移され奉天将軍に改名され、さらに盛京将軍に改名された。清朝は祖先の地である満洲に漢人の入植を禁じる封禁政策をとったが、ロシアの南下政策が顕著になってきた1860年に全面解禁し、山東省などから多数の漢人が入植した。やがて満洲をめぐるロシアと日本の勢力争いは日露戦争を引き起こし満洲の各地は戦場となる。

### 近現代
清朝末期の1907年に奉天を省都とする奉天省が置かれ、同時に盛京将軍は東三省総督となり、かつて吉林将軍や黒竜江将軍が管轄していた地域をも管轄するようになった。清朝滅亡後の軍閥時代には張作霖とその息子の張学良の奉天軍閥がこの地方を実質支配した。1929年には省名を「遼寧」、省都を「瀋陽」とされている。その後張学良は父の死亡の原因（張作霖爆殺事件）が関東州（大連）を根拠地とした関東軍の陰謀と知ると日本色を一掃して対決姿勢を見せる。これに対して関東軍は1931年に満洲事変を起こし、清朝最後の皇帝溥儀を擁立して満洲国を樹立した。関東軍は張学良を追放するとともに先の改称命令を破棄して旧名の奉天省に復帰させるとともに1934年に奉天省、安東省、錦州省の3省に分割した。当時の日本は多額の重工業投資を行っている。
1945年、日本の敗戦に伴い満洲国は崩壊、中華民国政府は遼寧省、安東省、遼北省を設置したが国共内戦により共産党軍の実効支配下に置かれた地域では別の行政機構の遼寧省、安東省（後に遼東省に統合）、遼北省（後に遼西省に改編）が設置されるなど複雑な行政区画変遷を経た後、1954年にそれらの統合が実施され現在の遼寧省が発足した。建国されて間もない中華人民共和国の経済地盤を支えたのはこれらの地域であった。中国は遼寧省を中国最大の重工業基地と捉え、多数の国営企業を建設した。

### 改革開放時代
しかし、1980年代以降、改革開放政策の進展にともない、上海を中心とする長江デルタや広州を中心とする珠江デルタが外資を導入して経済的に躍進すると、その反動で遼寧の国営企業は多額の負債を抱える時代遅れの存在となった。現在では大連を中心とする沿海地域が外資を導入し、経済的に成長している。
なお、建国後、遼寧地域は遼東省と遼西省及び瀋陽、旅大、鞍山、撫順、本渓の中央直轄市が成立したが、1954年8月遼東、遼西両省や中央直轄市は廃止され、遼寧省に統合された。

## 行政区画
下部に2副省級市と12地級市を管轄する。
| №                | 名称             | 中国語表記       | 拼音             | 面積 (Km2)       | 人口 (2020)      | 政府所在地       |
| 遼寧省の行政区画 | 遼寧省の行政区画 | 遼寧省の行政区画 | 遼寧省の行政区画 | 遼寧省の行政区画 | 遼寧省の行政区画 | 遼寧省の行政区画 |
| ---------------- | ---------------- | ---------------- | ---------------- | ---------------- | ---------------- | ---------------- |
|                  |                  |                  |                  |                  |                  |                  |
| — 副省級市 —     |                  |                  |                  |                  |                  |                  |
| 1                | 瀋陽市           | 沈阳市           | Shěnyáng Shì     | 12860.00         | 9,070,093        | 渾南区           |
| 2                | 大連市           | 大连市           | Dàlián Shì       | 12573.85         | 7,450,785        | 西崗区           |
| — 地級市 —       |                  |                  |                  |                  |                  |                  |
| 3                | 鞍山市           | 鞍山市           | Ānshān Shì       | 9252.00          | 3,325,372        | 鉄東区           |
| 4                | 本渓市           | 本溪市           | Běnxī Shì        | 8420.00          | 1,326,018        | 渓湖区           |
| 5                | 朝陽市           | 朝阳市           | Cháoyáng Shì     | 19698.00         | 2,872,857        | 双塔区           |
| 6                | 丹東市           | 丹东市           | Dāndōng Shì      | 15289.61         | 2,188,436        | 振興区           |
| 7                | 撫順市           | 抚顺市           | Fǔshùn Shì       | 11272.00         | 1,861,372        | 順城区           |
| 8                | 阜新市           | 阜新市           | Fùxīn Shì        | 10354.99         | 1,647,280        | 細河区           |
| 9                | 葫芦島市         | 葫芦岛市         | Húludǎo Shì      | 10414.94         | 2,434,194        | 竜港区           |
| 10               | 錦州市           | 锦州市           | Jǐnzhōu Shì      | 9890.62          | 2,703,853        | 太和区           |
| 11               | 遼陽市           | 辽阳市           | Liáoyáng Shì     | 4743.24          | 1,604,580        | 文聖区           |
| 12               | 盤錦市           | 盘锦市           | Pánjǐn Shì       | 4071.10          | 1,389,691        | 興隆台区         |
| 13               | 鉄嶺市           | 铁岭市           | Tiělǐng Shì      | 12979.69         | 2,388,294        | 銀州区           |
| 14               | 営口市           | 营口市           | Yíngkǒu Shì      | 5365.46          | 2,328,582        | 西市区           |

## 経済
広い土地、長い海岸線を利用して、農業・漁業が盛んであった。農業は乾燥地にも適したトウモロコシなどが主体であるが、鞍山以北、盤錦・錦州、丹東などでは水稲も栽培し、特に「盤錦米」は有名である。最近は大都市周辺での野菜・果物の栽培も多い。水産物は、渤海・黄海に面した海岸で盛んに行われていて、現在は日本・韓国への輸出も盛んである。
第二次世界大戦前・後を通じて、重工業が盛んであった。盤錦の遼河油田は中国でも第三位である。最近は、軽工業（瀋陽の自動車・航空機産業）、IT産業（大連のソフトウェア産業）なども盛んになってきている。
2016年1月-9月期の遼寧省における経済成長率は、前年同期比マイナス2.2%で全国の省のうち最下位となった。

### 「五点一線」計画
遼寧省は2002年1月に長興島臨港興行区を省級経済開発区に認定などしてきたが、2006年に遼寧省の「五点一線」沿海工業区計画をまとめて発表している。これは遼寧（営口）沿海産業基地、遼西錦州湾沿海経済区、大連長興島、大連荘河市花園口工業区、遼寧丹東産業園区を五点として、西の葫芦島綏中県から東の丹東東港市までの海岸を一線として高速道路などで結ぶ大計画である。

## メディア
- 瀋陽（省都）
  - 遼寧ラジオテレビ放送局

## 教育

### 大学
高等教育機関は二大都市である瀋陽と大連に集中しているが、その他の主要都市にも配置されている。主なものを地域別にあげると、
- 瀋陽（省都）
  - 東北大学
  - 中国医科大学
  - 遼寧大学
  - 中国刑事警察学院
  - 遼寧中医薬大学
  - 瀋陽師範大学
  - 瀋陽工業大学
  - 瀋陽航空航天大学
  - 瀋陽薬科大学
  - 瀋陽大学
  - 瀋陽農業大学
  - 瀋陽建築大学
  - 瀋陽医学院
  - 瀋陽理工大学
  - 瀋陽化工大学
  - 瀋陽体育学院
  - 魯迅美術学院
  - 瀋陽音楽学院
  - 瀋陽工程学院
  - 遼寧広播電視大学（遼寧ラジオ・テレビ大学、分校が各地に）
- 大連
  - 大連理工大学
  - 大連海事大学
  - 大連大学
  - 大連医科大学
  - 遼寧師範大学
  - 東北財経大学
  - 大連民族大学
  - 大連外国語大学（旧大連外国語学院）
  - 大連交通大学
  - 大連工業大学
  - 大連海洋大学
  - 東軟信息学院
  - 海軍・大連艦艇学院
  - 遼寧警察学院
  - 大連科技学院
  - 遼寧対外経貿学院
- その他の都市
  - 遼寧石油化工大学（撫順）
  - 遼寧科技大学（鞍山）
  - 鞍山師範大学（鞍山）
  - 遼寧工程技術大学（阜新）
  - 遼寧工業大学（錦州）
  - 錦州医科大学（錦州）
  - 渤海大学（錦州）
  - 営口理工学院（営口）
  - 遼寧財貿学院（葫蘆島）
  - 遼寧科技学院（本渓）
  - 遼東学院（丹東）

## 世界遺産
- 北京と瀋陽の明・清王朝皇宮
  - 瀋陽故宮
- 明・清王朝の皇帝墓群
  - 清永陵、清福陵、清昭陵
- 高句麗前期の都城と古墳
  - 五女山城
- 万里の長城
  - 九門口

## 有名人
- 馬龍（まりゅう）-卓球選手
- 馬琳（まりん）-卓球選手
- 王楠（おうなん）-卓球選手
- 李暁霞（りぎょうか）-卓球選手
- 劉詩雯（りゅうしぶん）-卓球選手
- 王艺迪（おうげいてき）-卓球選手
- 郎朗（ランラン）-ピアニスト
- コン・リー-女優
- 王偉嘉 (Wang Weijia) -バスケットボール選手
- 単暁娜（ShanXiaona）-卓球選手（ドイツ代表）
- 韓瑩（HanYing）-卓球選手（ドイツ代表）
- 于夢雨（YuMengyu）-卓球選手（シンガポール代表）
- 周一涵（ZhouYihan）-卓球選手（シンガポール代表）
- 徐明浩（XuMinghao）-ダンサー（SEVENTEEN）
- 崔云峰（スィインフォン）-歌手（熊猫堂ProducePandas）